# Snooker-Amateurweltmeisterschaft 1966
Die Snooker-Amateurweltmeisterschaft 1966 war die zweite Auflage der Amateur-Weltmeisterschaft im Snooker. Sie fand im November 1966 in Karatschi in Pakistan statt.
Weltmeister wurde der Waliser Gary Owen, der mit 118 Punkten auch das höchste Break des Turniers spielte.

## Turnierplan
Die sechs teilnehmenden Spieler traten im Round-Robin-Modus gegeneinander an.
| Platz | Spieler        | G | V | Frames |
| ----- | -------------- | - | - | ------ |
| 1     | Gary Owen      | 5 | 0 | 30:7   |
| 2     | John Spencer   | 4 | 1 | 26:14  |
| 3     | John Barrie    | 3 | 2 | 23:22  |
| 4     | Mohammed Lafir | 2 | 3 | 22:20  |
| 5     | Bert Demarco   | 1 | 4 | 14:28  |
| 6     | Hamid Karim    | 0 | 5 | 6:30   |

| John Barrie    | – | Hamid Karim    | 6:2 |
| John Barrie    | – | Bert Demarco   | 6:3 |
| John Barrie    | – | Mohammed Lafir | 6:5 |
| Bert Demarco   | – | Hamid Karim    | 6:4 |
| Mohammed Lafir | – | Hamid Karim    | 6:0 |
| Mohammed Lafir | – | Bert Demarco   | 6:2 |
| Gary Owen      | – | Hamid Karim    | 6:0 |
| Gary Owen      | – | John Barrie    | 6:0 |
| Gary Owen      | – | Mohammed Lafir | 6:2 |
| Gary Owen      | – | John Spencer   | 6:2 |
| Gary Owen      | – | Bert Demarco   | 6:3 |
| John Spencer   | – | Bert Demarco   | 6:0 |
| John Spencer   | – | Hamid Karim    | 6:0 |
| John Spencer   | – | Mohammed Lafir | 6:3 |
| John Spencer   | – | John Barrie    | 6:5 |